# 瑟勒湖
50°20′N 92°30′W / 50.333°N 92.500°W
瑟勒湖是加拿大的湖泊，由安大略省負責管轄，長241公里、寬45公里，面積1,373平方公里，島嶼總面積284平方公里，流域面積26,400平方公里，海拔高度357米，最大水深47.2米。